# Associated Press
Pour les articles homonymes, voir AP.

Logo d'Associated Press utilisé de 1981 à 2012.

Associated Press (AP) est une agence de presse mondiale et généraliste dont le siège est aux États-Unis. Créée en 1846, c'est l'une des plus anciennes coopératives au monde. Elle a 145 bureaux aux États-Unis et 95 dans 72 autres pays.
Elle compte plus de 4 000 employés, dont 3 000 journalistes. Ses reportages sont publiés en cinq langues : l'anglais, le français, l'italien, l'allemand et l'espagnol. Le membership de cette coopérative compte près de 1 500 journaux américains et des milliers de stations de radio et de télévision.
En 2009, l'AP possède le réseau de diffusion de photos numériques le plus avancé de l'industrie, un service de nouvelles continues 24 heures par jour, un service de nouvelles télévisées haut de gamme et le plus grand réseau de radios des États-Unis.

## Origine
AP fut fondée au printemps 1846 par six journaux new-yorkais sous la forme d'une coopérative. Leur but était de mutualiser leurs efforts pour collecter des nouvelles sur l'étranger et notamment l'Europe. En accélérant la circulation de l'information, l'agence contribue à l'Histoire des bourses de valeurs, avec la croissance rapide de Wall Street et de la Bourse de San Francisco, puis d'autres marchés en Europe et en Asie, AP s'affirmant comme une agence mondiale, qui profite de l'interconnexion des marchés financiers leur ouvre des horizons commerciaux. Entre 1901 et 1903, AP réussit une brillante expansion internationale. Elle ouvre quatre bureaux en Europe, à Londres, Berlin, Rome, Paris alors qu'elle ne disposait jusque-là que d'un correspondant à Londres.
En 1935, la branche berlinoise de l'agence licencie son personnel juif afin de pouvoir continuer à exercer en Allemagne. Plus largement, l'AP collabore à la propagande du régime nazi : des photos sont vendues pour nourrir des publications antisémites et des légendes de photos sont modifiées pour leur faire dire le contraire de ce qu'elles montraient.
En 1985, après vingt années de succès du concurrent Reuters dans l'information financière en direct, les concurrents réagissent : Dow Jones and Company, qui est associé à l'Associated Press, prend 32 % de Telerate, pour 285 millions de dollars, puis réinvestit 415 millions de dollars pour monter à 56 % en septembre 1987, juste avant le krach boursier d'octobre 1987, puis encore 148 millions de dollars l'année suivante pour monter à 67 %.
Les besoins des traders ou des gérants de portefeuille utilisant les produits « Reuters » ou « Dow Jones Telerate » sont cependant négligés par leurs fournisseurs. En plus de ces outils informatiques complexes, ils manquent de logiciels et de contenus, un créneau sur lequel l'agence d'informations financières Bloomberg LP va capitaliser une forte croissance dans les années 1990. Telerate est alors peu à peu marginalisée et ses services sont intégrés à ceux de Dow Jones, au sein de la filiale Dow Jones Newswires.
Depuis le 21 juillet 2014 Associated Press utilise des robots pour rédiger les bilans de certaines entreprises. Ces contenus sont édités par le logiciel Automated Insights. Selon le directeur de la publication, un robot peut rédiger un article au même rythme qu’un journaliste. L'agence pourra multiplier par plus de dix la production de contenus pour atteindre 4 400 articles par mois d’ici à la fin 2014 (contre 300 en juillet 2014),.

## Récompenses
Associated Press est le média le plus primé au Pulitzer avec un total de 45 récompenses (18 pour des écrits et 27 pour des photos).

## Litiges et controverses
En septembre 2002, Christopher Newton, reporter du bureau de Washington, D.C., reporter de l'AP depuis 1994, a été licencié après avoir été accusé d'avoir fabriqué des sources depuis 2000, dont au moins 40 personnes et organisations. Avant son licenciement, Newton s'était concentré sur la rédaction d'articles sur l'application des lois fédérales alors qu'il était basé au ministère de la justice. Parmi les organismes inexistants cités dans ses articles figuraient « Education Alliance », l'« Institute for Crime and Punishment in Chicago », « Voice for the Disabled » et « People for Civil Rights ».
En août 2005, Ken Knight, un photographe de Louisiane, a intenté un procès à l'AP, affirmant qu'il avait délibérément et par négligence violé les droits d'auteur de Knight en distribuant une photographie de la célébrité Britney Spears à divers médias, notamment, mais pas exclusivement, truTV (anciennement CourtTV), America Online et Fox News. L'affaire a été réglée en novembre 2006.
Dans une affaire déposée en février 2005, McClatchey v. The Associated Press, un photographe de Pennsylvanie a poursuivi l'AP pour avoir recadré une photo afin d'en retirer le titre et l'avis de droit d'auteur du plaignant, et l'avoir ensuite distribuée à des organismes de presse sans la permission ou le crédit du plaignant. Les parties sont parvenues à un accord.
En juin 2008, l'AP a envoyé de nombreuses demandes de retrait du DMCA et a menacé de poursuites judiciaires contre plusieurs blogs. L'AP soutenait que les blogs Internet violaient les droits d'auteur de l'AP en proposant des liens vers son matériel et en utilisant des titres et de courts résumés dans ces liens. De nombreux blogueurs et experts ont fait remarquer que l'utilisation des nouvelles de l'AP relevait carrément des pratiques Internet communément admises et des normes d'utilisation équitable. D'autres ont noté et démontré que l'AP prenait régulièrement des extraits similaires d'autres sources, souvent sans attribution ou licence. AP a répondu qu'elle définissait des normes concernant les citations des nouvelles d'AP.
En mars 2009, l'artiste Shepard Fairey, de l'agence Associated Press, a intenté un procès à l'encontre de sa célèbre image de Barack Obama, affirmant que l'utilisation non créditée et non rémunérée d'une photo de l'AP violait les lois sur le droit d'auteur et signalait une menace pour le journalisme. Fairey avait poursuivi l'AP le mois précédent pour son œuvre intitulée « Obama Hope » et « Obama Progress », arguant qu'il n'avait pas violé la loi sur les droits d'auteur parce qu'il avait radicalement changé l'image. L'œuvre, basée sur une photo prise en avril 2006 par Mannie Garcia pour l'AP, était une image populaire lors de l'élection présidentielle de 2008 et est maintenant exposée à la National Portrait Gallery à Washington, D.C. Selon la plainte déposée par l'AP devant le tribunal fédéral de Manhattan, Fairey a sciemment « détourné les droits de l'AP sur cette image ». Le procès demandait au tribunal d'accorder à AP les bénéfices réalisés sur l'image et des dommages et intérêts. Fairey a déclaré qu'il était impatient de « faire respecter les droits de libre expression en jeu ici » et de réfuter les accusations de l'AP. En janvier 2011, ce procès a été réglé, aucune des deux parties ne déclarant sa position comme étant erronée mais acceptant de partager les droits de reproduction et les bénéfices du travail de Fairey.
En juin 2010, Associated Press a été accusé[55] d'avoir des politiques injustes et hypocrites après qu'il a été démontré que des journalistes de l'AP avaient copié des reportages originaux du site web « Search Engine Land » sans autorisation, attribution ou crédit.
En avril 2013, l'AP a déclaré qu'elle avait supprimé le terme « immigrant clandestin » de son Stylebook AP. AP a suivi ABC, NBC et CNN en n'utilisant pas ce terme. Jose Antonio Vargas a félicité l'Associated Press pour sa décision. L'écrivain syndiqué Ruben Navarrette a critiqué la décision, déclarant que le raisonnement derrière la décision était politiquement correct et a qualifié le blog d'« incompréhensible ». La secrétaire à la Sécurité intérieure Janet Napolitano a déclaré à propos de la décision, qu'elle ne s'implique pas dans des « guerres de vocabulaire » et a ensuite déclaré « Si ce sont des immigrants qui sont ici illégalement, c'est immigrant clandestin ».
En janvier 2020, l’Associated Press, en recadrant une photo, a caché l'activiste ougandaise Vanessa Nakate hors d’un groupe de personnes autour de Greta Thunberg et d’autres jeunes (Luisa Neubauer, Isabelle Axelsson, et Loukina Tille) à l’occasion des protestations lors du Forum économique mondial à Davos,. Nakate a mis en cause l’attitude raciste de membres de l’agence. Associated Press a remplacé la photo et indiqué qu’il n’y avait pas de mauvaises intentions, sans toutefois présenter des excuses.
L'AP a donné aux nationaux-socialistes allemands l'accès à ses archives photographiques pour sa propagande antisémite. Ces dernières années, des enquêteurs (principalement Norman Domeier de l'université de Vienne) ont attiré l'attention sur le secret (bien connu dans certains milieux) selon lequel il existait un accord entre Associated Press et le gouvernement allemand concernant l'échange de photos de presse pendant la période où les États-Unis étaient en guerre avec l'Allemagne. Cette relation concernait le Buro Laux, dirigé par le photographe Helmut Laux. Le mécanisme de cet échange était le suivant : un coursier se rendait à Lisbonne et en revenait chaque jour en transportant des photos de et pour l'ennemi de l'Allemagne en temps de guerre, les États-Unis, par la valise diplomatique. Les transactions étaient initialement effectuées au bureau de l'AP sous la direction de Luiz Lupi à Lisbonne, et à partir de 1944, lorsque l'échange via Lisbonne prenait trop de temps, également au bureau de l'AP à Stockholm sous la direction d'Eddie Shanke. Ici, en couverture, l'agence suédoise Pressens Bild [sv] était impliquée en tant qu'intermédiaire. On estime que 40 000 photos ont été échangées entre les ennemis de cette manière.
Dans son livre Broken Spring : An American-Israeli Reporter's Close-up View of How Egyptians Lost Their Struggle for Freedom, l'ancien correspondant de l'AP Mark Lavie affirme que l'AP a maintenu une ligne narrative dans laquelle les Arabes et les Palestiniens étaient totalement innocents dans un conflit où toute la culpabilité reposait sur Israël. Le journaliste israélien Matti Friedman a accusé l'AP d'avoir tué un article qu'il avait écrit sur la « guerre des mots », « entre Israël et ses critiques dans les organisations de défense des droits de l’homme », au lendemain du conflit Israël/Gaza de septembre 2008.
En mai 2021, l'agence de presse a licencié une nouvelle recrue à la suite d'une violente campagne de dénigrement en ligne orchestrée par la droite américaine. La journaliste avait publié plusieurs messages en faveur de la Palestine.
En mars 2022, dans le contexte de l'invasion de l'Ukraine par la Russie, AP est critiquée pour son partenariat avec le groupe de médias russe VGTRK qui propage des éléments de propagande russe quant au conflit.
Le 12 février 2025, l'administration Trump retire les accès presse de l'Associated Press à la Maison-Blanche et au Bureau ovale car l’agence de presse ne s’est pas conformée à la décision de Donald Trump de débaptiser le golfe du Mexique et n’utilise pas le terme « golfe d’Amérique ». Le 15 février 2025, l'AP est définitivement bannie du bureau Ovale et de l'avion présidentiel Air Force One. La Maison-Blanche a justifié sa décision d’interdire l’accès des journalistes de l’agence américaine au bureau de Donald Trump et à l’avion présidentiel par leur refus d’utiliser le terme « golfe d’Amérique ».

## Enquêtes
En octobre 2024, Associated Press publie une enquête sur le programme industriel controversé Alabuga Start en Russie, révélant que des jeunes Africains recrutés sous prétexte de stages ou d'emplois ont été forcés de travailler dans des usines de fabrication de drones destinés à la guerre en Ukraine.